# Кадисија
Кадисија (арапски: القادسية‎) је древни град у јужној Месопотамији, југозападно од Хилаха и Куфе у Ираку. Најпознатија је као место битке код Кадисије 636. године, где су снаге арапско-муслиманских освајача поразила војску Сасанидског царства која била знатно бројнија.

## Комерцијални значај
Пре арапског освајања, Кадисија је била мало село на западној страни реке Еуфрат, близу старог замка код Удхајба и вероватно је била део Арапског зида (Ираника, Кадисија). Међутим, током векова који су уследили, Кадисија је расла по величини и значају и била је значајна станица дуж веома важних трговачких путева који су водили до Багдада и Меке (види Алави, 100).

## Још један историјски Кадисија
Још једна Кадисија постојала је на реци Тигар, изван пута између Багдада и Самаре, недалеко од еуфратске Кадисије. Оба града су записана у географијама Ибн Хордадбеха (види Бартхолд, 202).